# L'Assomption de la Vierge (Reni)
L'Assomption de la Vierge est un tableau de Guido Reni réalisé en 1637, une peinture à l'huile conservée au musée des Beaux-Arts de Lyon.

## Description
De style baroque, le tableau représente, sur toute sa hauteur, la Vierge Marie en train de s'élever dans les cieux, les bras ouverts, avec des jambes immensément longues, accompagnée de deux angelots qui se tiennent au niveau de ses pieds nus. Son regard se dirige vers le haut des cieux tandis qu'une lumière dorée entoure sa tête comme symbole de la gloire qui l'attend dans sa destination céleste. Elle est vêtue d'une robe rouge partiellement recouverte d'un vêtement bleu qui tournoie comme signe tangible de son ascension. Les couleurs utilisées apportent au tableau une tonalité empreinte de douceur.

## Histoire
L'Assomption de la Vierge est un thème récurrent dans l'œuvre de Reni qui puisa son inspiration notamment chez Raphaël. Originellement surmonté d'une partie supérieure semi-ovale représentant Dieu et aujourd'hui conservée à Bologne, le tableau fut réalisé à la suite d'une commande de Luigi Capponi, archevêque de Ravenne, dans le but de décorer l'autel de l'une des chapelles de l'église des Philippins de Pérouse. Le tableau est la propriété du musée depuis 1805. 
Un autre tableau de l'Assomption postérieur à celui-ci se trouve à l’Ancienne Pinacothèque de Munich.